# Jeżozwierzokształtne
Jeżozwierzokształtne (Hystricognathi) – infrarząd ssaków z podrzędu jeżozwierzowców (Hystricomorpha) w obrębie rzędu gryzoni (Rodentia). Hystricognathi różnią się od innych gryzoni strukturą kości czaszki. Część mięśni szczęki przechodzi przez otwory podoczodołowe i łączą się z kośćcem po drugiej stronie. Również ukształtowanie i wielkość otworu podoczodołowego odróżnia Hystricognathi od innych przedstawicieli Rodentia.

## Systematyka
Do infrarzędu należą następujące nadrodziny i rodziny:
- incertae sedis
  - Hystricidae G. Fischer, 1817 – jeżozwierzowate
  - Thryonomyidae Pocock, 1922 – szczecińcowate
  - Petromuridae Tullberg, 1899 – skałoszczurowate – jedynym żyjącym współcześnie przedstawicielem jest Petromus typicus A. Smith, 1831 – skałoszczur właściwy
  - Heterocephalidae Landry, 1957 – golcowate – jedynym żyjącym współcześnie przedstawicielem jest Heterocephalus glaber Rüppell, 1842 – golec piaskowy
  - Bathyergidae Waterhouse, 1841 – kretoszczurowate
- Erethizontoidea Bonaparte, 1845
  - Erethizontidae Bonaparte, 1845 – ursonowate
- Cavioidea G. Fischer, 1817
  - Cuniculidae  – pakowate
  - Caviidae G. Fischer, 1817 – kawiowate
  - Dasyproctidae G.S. Miller & Gidley, 1918 – agutiowate
- Chinchilloidea E.T. Bennett, 1833
  - Chinchillidae E.T. Bennett, 1833 – szynszylowate
  - Dinomyidae Peters, 1873 – pakaranowate
- Octodontoidea Waterhouse, 1840
  - Abrocomidae G.S. Miller & Gidley, 1918 – szynszyloszczurowate
  - Ctenomyidae Lesson, 1842 – tukotukowate
  - Octodontidae Waterhouse, 1840 – koszatniczkowate
  - Echimyidae J.E. Gray, 1825 – kolczakowate

Opisano również rodziny wymarłe w czasach prehistorycznych:
- Adelphomyidae Patterson & Pascual, 1968
- Baluchimyidae Flynn, Jacobs & Cheema, 1986
- Cephalomyidae Ameghino, 1897
- Eocardiidae Ameghino, 1891
- Gaudeamuridae Sallam, Seiffert & Simons, 2011
- Kenyamyidae Lavocat, 1973
- Myophiomyidae Lavocat, 1973
- Phiocricetomyidae Lavocat, 1973
- Phiomyidae Wood, 1955
- Protophiomyidae Coster, Benammi, Salem, Bilal, Chaimanee, Valentin, Brunet & Jaeger, 2012
- Renefossoridae Mein & Pickford, 2008
- Tufamyidae Pickford, 2018
- Tsaganomyidae Matthew & Granger, 1923

Rodzaje wymarłe należące do Hystricognathi:
- Asteromys Ameghino, 1897[12]
- Balsayacuy Boivin, 2022[13] – jedynym przedstawicielem był Balsayacuy huallagaensis Boivin, 2022